# Bud Riley
Edward Jones „Bud” Riley Jr. (Guin, Alabama, Amerikai Egyesült Államok, 1925. november 25. – Penticton, Brit Columbia, Kanada, 2012. augusztus 4.) amerikai amerikaifutball-játékos és edző, 1985-ben a Calgary Stampeders ideiglenes vezetőedzője. Korábban a Winnipeg Blue Bombers és a Hamilton Tiger-Cats vezetőedzője volt, emellett több egyetemi csapatnál is edzőhelyettesi pozíciót töltött be.

## Fiatalkora
12 éves korában édesapja elhunyt. 17 évesen kiiratkozott a középiskolából és a második világháború idején a haditengerészetnél szolgált. Leszerelését követően beiratkozott a East Mississippi Community College-re.

## Játékosként
Tehetségének köszönhetően egy baráti javaslat során felfigyelt rá az Idaho Vandals vezetőedzője, Dixie Howell. Riley magasabbnak hazudta magát, így 1948-as érkezésekor el akarták tanácsolni, de edzőhelyettesi közbenjárásra egy nagyobb termetű játékossal gyakorolhatott, így a csapatnál maradt.
1948 és 1950 között halfbackként játszott és baseballozott is. Az Oregon Webfoots elleni 1948-as mérkőzésen ő szerezte a csapat egyetlen touchdownját.

## Edzőként

### Középiskolai
Nyaranta egy idahói bányában dolgozott, és 1952-től egy bányacég állandó munkatársa lett. Engedélyükkel a wallace-i középiskolában óraadó és edző lett, később pedig a bányacégnél felmondott. 1952-től az amerikaifutball- és a kosárlabdacsapat edzőhelyettese, valamint a baseballcsapat vezetőedzője volt. 1955-ben az amerikaifutball-, majd 1957-ben a kosárlabdacsapat vezetőedzője lett.
Idahóban ismerkedett meg feleségével és első két fiuk is itt született. 1959-ben Lewistonba költöztek, ahol Riley három szezonban a középiskola amerikaifutball-vezetőedzője volt.

### Egyetemi
1962 májusában az Idaho Vandalsnél Dee Andros helyettese lett; 1963-ban negyed évszázad óta először volt nyertes szezonjuk, 1964-ben pedig tíz év óta először legyőzték a Washington State Cougarst; végül az Oregon State Beaverstől kikaptak. Miután Andros a Beavers vezetőedzője lett, Riley követte; először másodedző, majd védőkoordinátor lett.

### CFL
1973-ban a kanadai Saskatchewan Roughriders védőkoordinátora lett, ahol jelentősen sikerült fejlesztenie a gyenge védőjátékú csapatot. 1974-ben a Winnipeg Blue Bombers vezetőedzője lett; mivel a rájátszáson sosem jutottak túl az első fordulón, 1977-ben kirúgták. 1978-ban a Toronto Argonauts edzőhelyettese, majd Leo Cahill kirúgását követően a szezon utolsó hét játékára vezetőedzője lett.
1979-ben az Oregon State Beaversnél Craig Fertig helyettese lett, de utóbbi kirúgását követően a defensive backek edzőjeként visszatért a Saskatchewan Roughridershöz. 1981 januárjában a Hamilton Tiger-Cats edzőhelyettese, majd 1982-ben vezetőedzője lett; 1983-ban kirúgták. 1984-ben az Edmonton Eskimos védőkoordinátora, 1985-ben pedig a Calgary Stampeders személyi igazgatója és ideiglenes vezetőedzője lett.
1998-ban az Idaho Athletic Hall of Fame tagjává választották.

## Családja
Feleségével, Mary Schumakerrel három fiuk (Mike, Ed és Pete) született. Fivére, Hayden baseballedző.
1987-es nyugdíjba vonulását követően feleségével Kaledenben éltek. Hosszú betegséget követően 86 évesen hunyt el egy pentictoni kórházban.

## Fordítás
- Ez a szócikk részben vagy egészben  a   Bud Riley című angol Wikipédia-szócikk ezen változatának fordításán alapul.  Az eredeti cikk szerkesztőit annak laptörténete sorolja fel. Ez a jelzés csupán a megfogalmazás eredetét és a szerzői jogokat jelzi, nem szolgál a cikkben szereplő információk forrásmegjelöléseként.